# Shelina Zadorsky
Allysha Lyn Chapman (født 24. oktober 1992) er en kvindelig canadisk fodboldspiller, der spiller som forsvar for amerikanske Orlando Pride i National Women's Soccer League og Canadas kvindefodboldlandshold, siden 2015.
Hun har tidligere spillet for Washington Spirit i NWSL, australske Perth Glory, svenske Vittsjö GIK og så startede hun sin collegekarriere hos Michigan Wolverines, fra 2010 til 2013.
Hun var med til at vinde bronze ved Sommer-OL 2016 i Rio de Janeiro.

## Karrierestatistik

### Klub
Oversigten er opdateret til og med September 29, 2019
| Klub              | Liga           | Sæson        | Liga  | Liga | Cup   | Cup | Total | Total |
| Klub              | Liga           | Sæson        | Kampe | Mål  | Kampe | Mål | Kampe | Mål   |
| ----------------- | -------------- | ------------ | ----- | ---- | ----- | --- | ----- | ----- |
| Perth Glory       | W-League       | 2014–15      | 14    | 1    | –     | –   | 14    | 1     |
| Vittsjö GIK       | Damallsvenskan | 2015         | 18    | 0    | 1     | 0   | 19    | 0     |
| Washington Spirit | NWSL           | 2016         | 11    | 0    | 2     | 0   | 13    | 0     |
| Washington Spirit | NWSL           | 2017         | 21    | 0    | –     | –   | 21    | 0     |
| Washington Spirit | Total          | Total        | 32    | 0    | 2     | 0   | 34    | 0     |
| Orlando Pride     | NWSL           | 2018         | 23    | 0    | –     | –   | 23    | 0     |
| Orlando Pride     | NWSL           | 2019         | 16    | 1    | –     | –   | 16    | 1     |
| Orlando Pride     | Total          | Total        | 39    | 1    | 0     | 0   | 39    | 1     |
| Career total      | Career total   | Career total | 103   | 2    | 3     | 0   | 106   | 2     |